# Hai Rui
Hai Rui (海瑞; Hǎi Ruì; 23 de janeiro de 1514 - 13 de novembro de 1587) foi um oficial erudito e político chinês durante a dinastia Ming. 

## Vida publica
Hai fez o exame imperial, mas não teve sucesso, e sua carreira oficial só começou em 1553, quando tinha 39 anos, como humilde escrivão de educação em Fujian. Anos depois, ele foi chamado para a capital Pequim e promovido ao cargo de secretário júnior do Ministério da Fazenda. Em 1565, ele apresentou um memorial criticando fortemente o imperador Jiajing pela negligência de seus deveres como imperador, sendo por isso condenado à morte em 1566. Ele foi libertado após a morte do imperador no início de 1567.